# Petr Esterka

Bischofswappen von Petr Esterka

Petr Esterka (* 14. November 1935 in Dolní Bojanovice, Okres Hodonín; † 10. August 2021) war ein tschechischer Geistlicher und römisch-katholischer Weihbischof in Brünn.

## Leben
Am 15. Juni 1957 floh er nach Österreich und im September des gleichen Jahres begann er sein Studium am Päpstlichen Collegium Nepomucenum in Rom. Am 9. März 1963 empfing er in Rom die Priesterweihe. Er wurde mit der Seelsorge an den tschechischen Emigranten im Erzbistum San Antonio beauftragt.
Im Jahr 1967 wurde er in Rom zum Dr. theol. promoviert; nach der Rückkehr in die USA begann er seine akademische Laufbahn. Von 1974 bis 1995 diente er in der US Air Force. 1978 widmete er sich der Arbeit unter den Tschechen in den USA und Kanada und ab 1994 auch in Australien.
Im Jahr 1987 wurde er von Papst Johannes Paul II. zum Monsignore und 1992 zum Päpstlichen Ehrenprälaten ernannt.
In seine tschechische Heimat zurückgekehrt, wurde er am 5. Juli 1999 von Papst Johannes Paul II. zum Weihbischof in Brünn und Titularbischof von Cefala ernannt. Die Bischofsweihe erhielt er von Bischof Vojtěch Cikrle, dem Diözesanbischof von Brünn. Mitkonsekratoren waren der Apostolische Nuntius Giovanni Coppa und der Erzbischof von Olmütz, Jan Graubner. Die Verantwortung für die Belange der tschechischen Katholiken im Ausland behielt er weiterhin. Sein Wahlspruch war EUNTES IN MUNDUM UNIVERSUM – Geht hinaus in die ganze Welt (Mk.16,15).
Am 9. Dezember 2013 wurde seinem aus Altersgründen vorgebrachten Rücktrittsgesuch von Papst Franziskus stattgegeben.
Esterka starb im August 2021 in Kalifornien. Sein Grab fand er in seinem Geburtsort.

## Einzelnachweis
1. 1 2  V Kalifornii dnes zemřel Petr Esterka, emeritní pomocný biskup brněnský. denikn.cz, 10. August 2021, abgerufen am 11. August 2021 (tschechisch).

| Personendaten    | Personendaten                                                        |
| ---------------- | -------------------------------------------------------------------- |
| NAME             | Esterka, Petr                                                        |
| KURZBESCHREIBUNG | tschechischer Geistlicher, römisch-katholischer Weihbischof in Brünn |
| GEBURTSDATUM     | 14. November 1935                                                    |
| GEBURTSORT       | Dolní Bojanovice                                                     |
| STERBEDATUM      | 10. August 2021                                                      |
| STERBEORT        | Kalifornien                                                          |